# 坎波滕西亞峰
46°25′46.8″N 8°43′33.8″E / 46.429667°N 8.726056°E

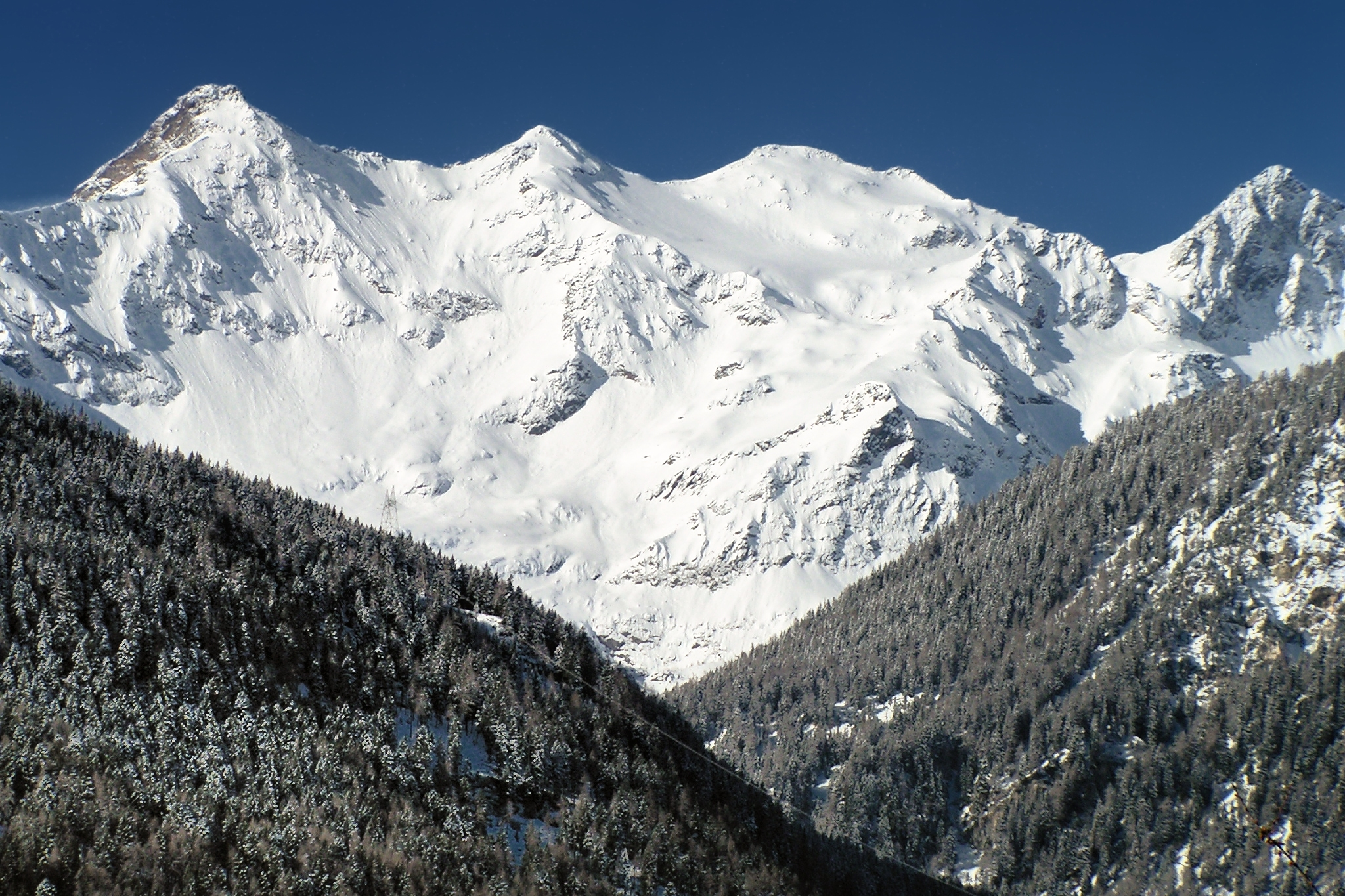

坎波滕西亞峰（Pizzo Campo Tencia），是瑞士的山峰，位於該國南部，由提契諾州負責管轄，屬於勒蓬廷阿爾卑斯山脈的一部分，該山峰海拔高度3,072米。

## 外部連結
- Campo Tencia on SummitPost.org（页面存档备份，存于）